# Samson Samsonov
Samson Samsonov (russisk: Самсо́н Ио́сифович Самсо́нов) (født 23. februar 1921 i Novozybkov i Russiske SFSR, død 31. august 2002 i Moskva i Rusland) var en sovjetisk filminstruktør og manuskriptforfatter.

## Filmografi
- Za vitrinoj univermaga (За витриной универмага, 1955)[1][2]
- Cikaden (Попрыгунья, 1955)
- Ognennye vjorsty (Огненные вёрсты, 1957)
- En optimistisk tragedie (Оптимистическая трагедия, 1963)
- Mnogo sjuma iz nitjego (Много шума из ничего, 1973)
- Tjisto anglijskoje ubijstvo (Чисто английское убийство, 1974)
- Odinokim predostavljajetsja obsjjezjitije (Одиноким предоставляется общежитие, 1984)